# Hydrolastic
Hydrolastic ist der Markenname einer Bauart der Verbundfederung für Kraftfahrzeuge des britischen Herstellers British Motor Corporation (BMC) und seiner Nachfolger. Der Ingenieur Alex Moulton entwickelte das Konzept, das in Alec Issigonis’ BMC ADO 16 1962 auf den Markt kam und später für andere Modelle übernommen wurde.

## Beschreibung
Statt Federn aus Stahl und ölhydraulischen Stoßdämpfern werden flüssigkeitsgefüllte Verdrängereinheiten benutzt. Jede enthält eine Gummifeder und zur Dämpfung muss die Flüssigkeit – eine Mischung aus Wasser und Alkohol – Gummiventile passieren. Vorder- und Hinterradfeder jeder Seite sind über eine Rohrleitung verbunden, so dass ein Einfedern des Vorderrades ein Anheben des Wagens an der Hinterachse bewirkt. Dies wirkt dem Nicken entgegen, speziell bei kleineren Autos mit kurzem Radstand. Allerdings verschiebt sich in Fahrzeugen der Schwerpunkt abhängig vom Belastungszustand, weshalb die Hinterachse über eine zusätzliche Feder gegenüber dem Aufbau abgefedert werden muss.

## Einflüsse
Jon Pressnell legt in seinem Buch
nahe, Issigonis und Moulton hätten sich von der Hydropneumatik des Citroën DS anregen lassen, als sie zur Zeit dessen Markteintritts an Gummi-Flüssigkeits-Federungen arbeiteten. Moulton habe ein einfacheres System bauen wollen. Moulton gab in den 1980er Jahren in einem Interview  an, Issigonis und er hätten den Citroën 2CV untersucht, bei dem Vorder- und Hinterradfederung verbunden sind, um dessen starke Wankneigung für ihr Projekt zu vermeiden.

## Fahrzeuge mit Hydrolasticfederung
- BMC ADO16 (als Austin 1100, Morris 1100, MG 1100, Riley Kestrel, Wolseley 1100, Morris 1500, Austin America usw.)
- Mini (von 1964 bis 1971) auch als Riley Elf, Wolseley Hornet
- Austin 1800 (Wolseley Six)
- Austin Maxi (bis März 1978)
- Austin 3-litre (hier ergänzt um eine Niveauregulierung)
- Huffaker Indianapolis cars 1964–1969 "MG Liquid Suspension Special"

## Hydragas
Alex Moulton priorisierte bei British Leyland die Entwicklung der Hydragasfederung, auch um Kosten zu sparen. Statt Gummi- wurden Gasfedern (mit Stickstoff gefüllte Hohlkugeln) verwendet. Das System war einfacher als Citroëns Hydropneumatik, weil es keine Niveauregulierung hatte. Es wurde beim Zusammenbau und bei Wartungsarbeiten unter Druck gesetzt und kam ohne Pumpe im Fahrzeug aus. Eingeführt wurde sie 1973 im Austin Allegro und danach auch im Princess (1975) und im Austin Ambassador (1982) verwendet.

### Fahrzeuge mit Hydragasfederung
- Austin Ambassador
- Princess
- Austin Allegro
- Austin Maxi (ab März 1978)
- Austin Metro
- Rover Metro
- Rover 100
- MG F